# 法明顿河
法明顿河（英語：Farmington River）是美国东北部的一条河流，长约46.7英里（75.2），其干流主要位于康乃狄克州西北部，在溫莎注入康乃狄克河，个别支流延伸到麻薩諸塞州的西南部。法明顿河流域面积为609平方英里（1,580平方）。